# Kintamani

Mapa de la región de Kintamani.

Kintamani es un distrito (kecamatan) y un pueblo dentro de ese distrito, en el borde occidental de la pared de la caldera volcánica más grande del Monte Batur (Gunung Batur) en Bali, Indonesia.

## Geografía
Kintamani es una región montañosa ubicada al noreste de Bali que se extiende desde el noreste de Bali hasta la caldera del monte Batur e incluye los pueblos de Kintamani, Batur y Penelokan. La temperatura es más fría allí que en el resto de la isla, al ser una región montañosa. También produce café y tiene bosques tropicales.

## Kecamatan de Kintamani
El distrito de Kintamani cubre una superficie mayor que la ciudad de Denpasar con 366,9 km2 y contaba con 112.463 habitantes en el censo de 2020, pero el área rural tenía 7.402 habitantes en 2010 en la aldea administrativa de 19,45 2 que ha crecido a lo largo de la única carretera principal. En total existen 48 pueblos o aldeas (desa) en el distrito.

## Turismo
Es una región muy turística debido a sus numerosos atractivos, en particular, el monte Batur, el lago Batur y el pura Ulun Danu Batur, uno de los más grandes santuarios de la isla.
Se encuentra en la misma carretera de norte a sur que Batur y Penelokan y se utiliza como lugar de parada para ver la región del monte Batur. Muchas veces, al denominar Kintamani, se refiere a la zona que abarca los tres pueblos, aunque la vista más espectacular se consigue desde Penelokan (1450m), que literalmente significa "Lugar para mirar". Se disfrutan de las vistas del paisaje volcánico: el Gunung Batur (a la izquierda), Gunung Abang (2153m) enfrente y entre ellos el lago Danau Batur que aparece como una piel brillante de plata.
La región también es valorada por la gran cantidad de pequeños pueblos pintorescos y porque allí se dice que se respira más la 'tradición balinesa'. También cuenta con numerosos artesanos.
Kintamani también es conocido por las tablillas de piedra 'Ritos de la paz' de 1000 años de antigüedad del pura Tuluk Biyu y la raza de perro kintamani.